# Walcher Wasserfall
Walcher Wasserfall är ett vattenfall i Österrike.   Det ligger i förbundslandet Salzburg, i den centrala delen av landet, 290 km väster om huvudstaden Wien. Walcher Wasserfall ligger 1 782 meter över havet.
Terrängen runt Walcher Wasserfall är mycket bergig. Närmaste större samhälle är Bruck an der Großglocknerstraße, 13,2 km norr om Walcher Wasserfall. 
I omgivningarna runt Walcher Wasserfall växer i huvudsak blandskog. Runt Walcher Wasserfall är det ganska glesbefolkat, med 34 invånare per kvadratkilometer.